# Dianne Ferreira-James
Dianne Ferreira-James (Guyana - 3 de noviembre de 1970) es una ex árbitra de fútbol guyanesa internacional desde el 1999 hasta 2012.

## Carrera
Ha arbitrado en los siguientes torneos de selecciones nacionales:
- Copa Mundial Femenina de Fútbol Sub-19 de 2002 en Canadá[1][2]

- Juegos Olímpicos de Atenas 2004[3]
- Copa Mundial Femenina de Fútbol Sub-20 de 2006
- Copa Mundial Femenina de Fútbol de 2007 en China[4][5]
- Juegos Olímpicos de Pekín 2008[6]
- Premundial Femenino CONCACAF de 2010
- Campeonato Femenino Sub-20 de la Concacaf de 2010
- Juegos Panamericanos de 2011
- Campeonato Femenino Sub-20 de la Concacaf de 2012
- Copa Mundial Femenina de Fútbol Sub-20 de 2012
- Preolímpico Femenino de CONCACAF de 2012
- Campeonato Femenino Sub-17 de la Concacaf de 2012
- Preolímpico Femenino de CONCACAF de 2012